# Josephine Sainte-Claire
Josephine Sainte-Claire, född 20 april 1793 var en fransk ballerina.
Hon var premiärdansös vid kejserliga baletten i Sankt Petersburg i Ryssland, och vid Kungliga Baletten i Stockholm 1813-23. Hon var även gästartist vid baletten i Köpenhamn 1820-23. Hon debuterade på Kungliga Baletten i Stockholm i april 1813 i en pantomimbalett av Louis Deland, "Myrtil et Cloé". 
Marianne Ehrenström skrev om henne: 
"M:lle Sainte-Claire var under tio år stockholmarnas förtjusning. Hon var i synnerhet framstående genom sin pantomimiska förmåga, genom behaget i sin figur och den graciösa blygsamheten i sin dans."
Hennes mest omtalade föreställningar sades vara: baletterna "Nina eller Den af kärlek svagsinta" och "Jenny eller Engelska inbrottet i Skottland", samt Rose i operetten "Två ord".  
Josephine Sainte-Claire var gift med Alexandre Vedel vid franska teatern i Sankt Petersburg, skild 1813. Hon gifte sig 1821 med André Isidore Carey och reste 1823 med maken till Warszawa (1823/24) och till Wien.